# Leucania adonea
Leucania adonea är en fjärilsart som beskrevs av Augustus Radcliffe Grote 1874. Leucania adonea ingår i släktet Leucania och familjen nattflyn. Inga underarter finns listade i Catalogue of Life.